# 马蒂·耶尔维宁
马蒂·耶尔维宁（芬蘭語：Matti Järvinen，1909年2月18日—1985年7月22日），芬兰男子田径运动员，主攻标枪。他曾代表芬兰参加1932年和1936年夏季奥林匹克运动会田径比赛，其中1932年奥运会获得一枚金牌。